# Sztojka Attila
Sztojka Attila (Esztergom, 1979. október 25. –) magyarországi roma szociálpedagógus, szociálpolitikus, politikus, 2021 óta roma kapcsolatokért felelős kormánybiztos, 2022-től országgyűlési képviselő (Fidesz).

## Élete
Ötgyermekes roma családban született. 2002-ben a Pázmány Péter Katolikus Egyetem Bölcsészet- és Társadalomtudományi Karának Vitéz János Tanárképző Központjában szerzett szociálpedagógus diplomát, majd 2004-ben a Pécsi Tudományegyetem Bölcsészet- és Társadalomtudományi Karán diplomázott szociálpolitikusként.
1998 és 2011 között az Esztergom-Kertvárosban lévő Arany János Általános Iskola nevelőtanáraként dolgozott, emellett 2003-tól az esztergomi Roma Foglalkoztató és Oktatásszervező Nonprofit Kft. ügyvezető igazgatója is volt. 1998-tól 2011-ig az Esztergom Cigány Nemzetiségi Önkormányzat képviselője volt, ezzel párhuzamosan 2002-ig Esztergom-Kertváros Részönkormányzatának képviselője és Esztergom Város Önkormányzata képviselő-testületének Nemzetiségi és Etnikai Bizottságának külső tagja volt, majd 2002-ben az Oktatási és Ifjúsági Bizottság, 2006-ban pedig a Városfejlesztési Bizottság külső tagja lett.
2011-ben Balog Zoltán hívására a Közigazgatási és Igazságügyi Minisztérium főosztályvezető-helyettese lett, majd 2012 és 2019 között az Emberi Erőforrások Minisztériuma főosztályvezetője volt. 2012-től 2015-ig az Apor Vilmos Katolikus Főiskola tudományos munkatársaként is dolgozott, 2016 óta pedig a Pázmány Péter Katolikus Egyetemen óraadó. 2019 és 2022 között a Belügyminisztériumhoz tartozó Társadalmi Esélyteremtési Főigazgatóság főigazgatója volt, 2021 augusztusában pedig roma kapcsolatokért felelős kormánybiztosnak nevezték ki. Ezt a beosztást 2024. augusztus 1-jéig töltötte be, ezt követően szeptember 1-jei hatállyal belügyi államtitkárnak nevezték ki.
A 2022-es országgyűlési választáson a Fidesz-KDNP országos listájának 17. helyéről szerzett mandátumot, az Országgyűlésben a törvényalkotási és a népjóléti bizottság tagja lett.
Lovári nyelven anyanyelvi szinten beszél, nyelvoktatói képesítést is szerzett. Nős, négy gyermek édesapja.